# Sân bay Otjiwarongo
Sân bay Otjiwarongo (IATA: OTJ, ICAO: FYOW) là một sân bay ở Otjiwarongo, Namibia.